# Шмулевич, Соломон (певец)
Соломон Шмулевич (1868—1943, также Шлойме Шмулевиц, Соломон Смолл) — еврейский певец, бадхан, артист звукозаписи и композитор еврейского театра. Родился 13 апреля 1868 года в городе Пинск (ныне Белоруссия). Один из самых плодовитых композиторов и авторов текстов на идише в первые десятилетия XX века.
Его отец был кантором; Соломон пел в хоре с пятилетнего возраста. Через 7 лет умер его отец, и Соломон занялся портняжным делом, продолжая петь в канторском хоре за еду. Он присоединился к хору труппы передвижного театра и очень успешно исполнял девичьи роли. После того, как его оставили в гостинице в качестве машкн (залога; пообещали, что остальные вернутся и оплатят счет), он вернулся к кантору в Пинске, но его выгнали. Он стал уличным певцом.
Свою первую автобиографическую песню, «Пустынный сирота», написал в 12 лет. Выучив русский язык, он пел и играл на скрипке, переезжая из города в город; в конце концов поселился в Минске, где стал успешным бадхеном, а также писал песни для других местных свадебных певцов. Писал для спектаклей Шомера в Варшаве. Свою первую книгу опубликовал в 1891 году.
Гастролировал по Америке, исполненяя собственные песни, которых в итоге было около 500 (в письме в прессу он утверждал, что 300 написаны на его собственные мелодии и 200 на мелодии других композоторов). Самыми известными из них были A brivele der mamen (прозвучавшей в польском кинофильме на идише «Письмо к матери»), Dos talesl, Al tashlicheinu, Khave и Dos blumenkrentzele — эти и другие песни на протяжении многих лет часто считались народными
С 1905 по 1909 год он выпускал ежегодный сборник своих текстов под названием «Der teater zinger». В 1916 году он опубликовал «Poeziye un lider». Его 500-страничная автобиография так и не была опубликована. Его песня «Хаве» была настолько популярна, что известный российский певец Федор Шаляпин включил её в свой репертуар.
У Шмулевица был сильный и пронзительный тенор, который хорошо подходил для ранней записи; после 1920 года его манера пения и стиль композиции вышли из моды. Для Шмулевица настали тяжелые времена, и, чтобы заработать на жизнь, он постоянно гастролировал по Соединенным Штатам и Канаде от Галифакса до Калгари и Виннипега, часто со своей дочерью Дороти, но без особого успеха. Он умер в нищете 1 января 1943 года в Нью-Йорке.

## Галерея

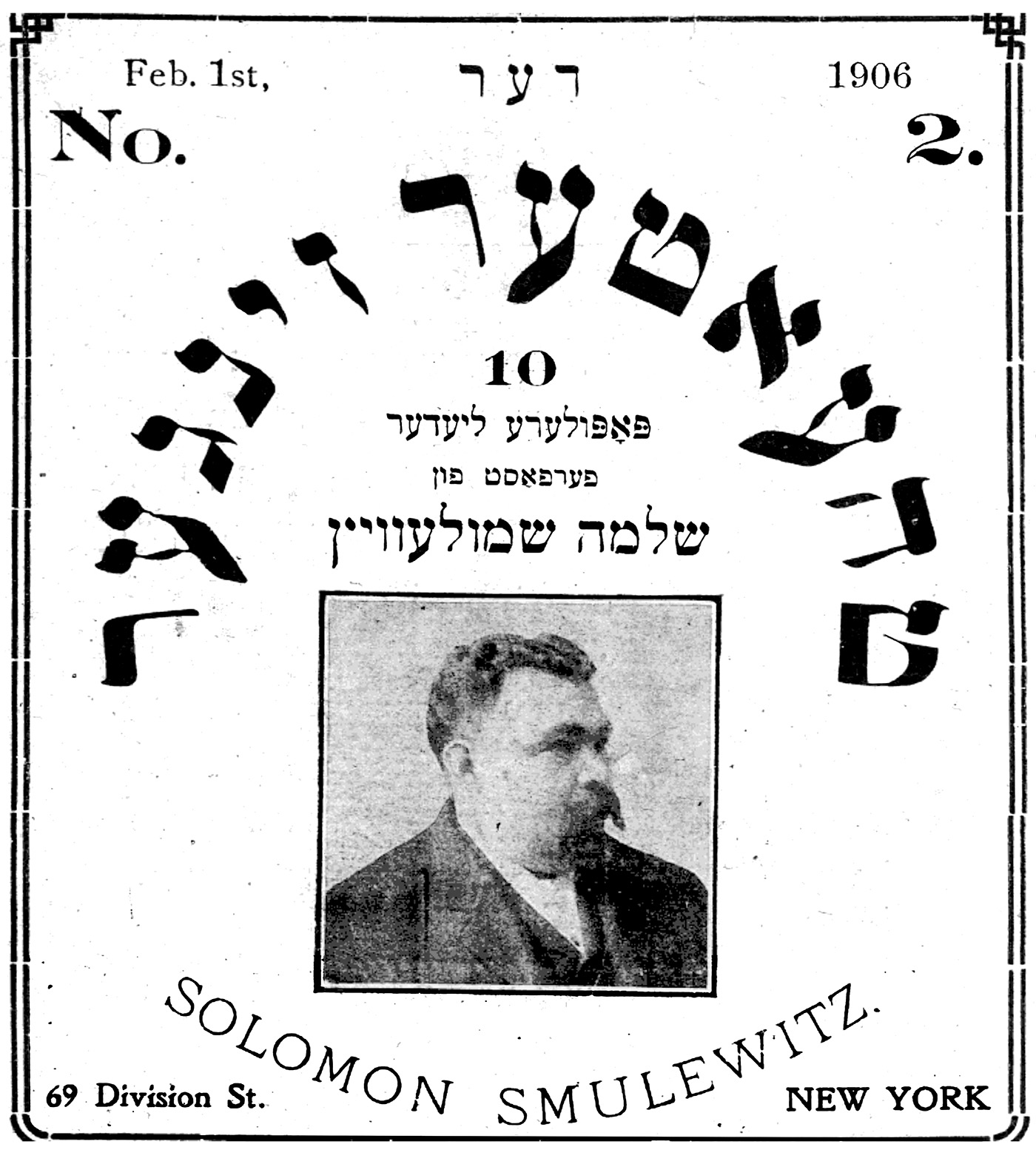
Выпуск 1906 года «Der teater zinger» (Певец театра) на слова Соломона Смулевица
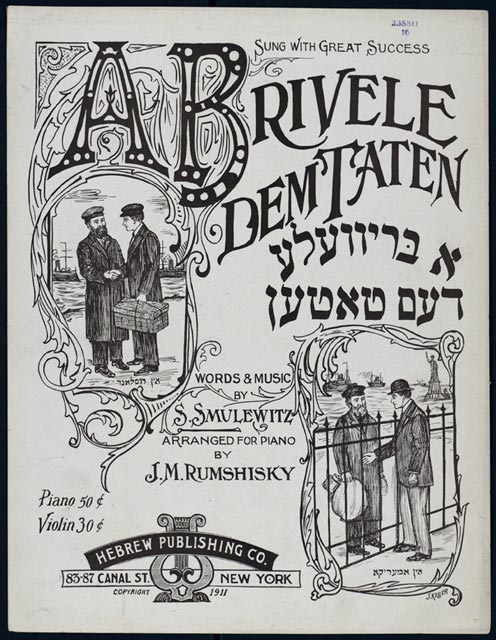
Соломон Шмулевич и Дж. М. Румшиски (1879—1956). A Brievele dem Taten [Маленькое письмо моему отцу]. Нью-Йорк: Hebrew Publishing Co., 1911
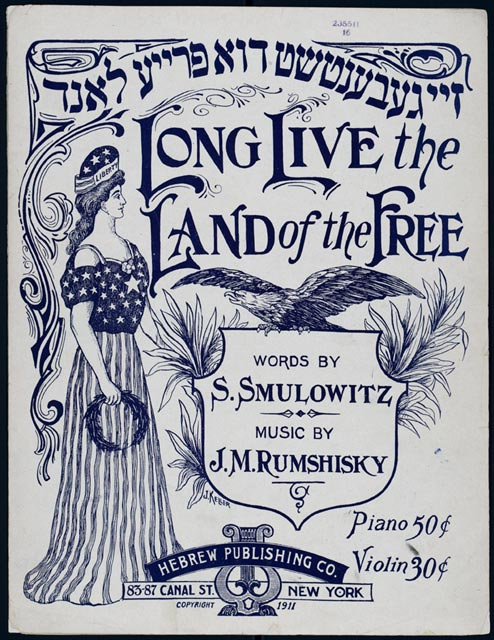
Соломон Шмулевич и Дж. М. Румшиски. Zei gebensht Du Freie Land [Да здравствует Земля Свободы]. Нью-Йорк: Hebrew Publishing Co., 1911
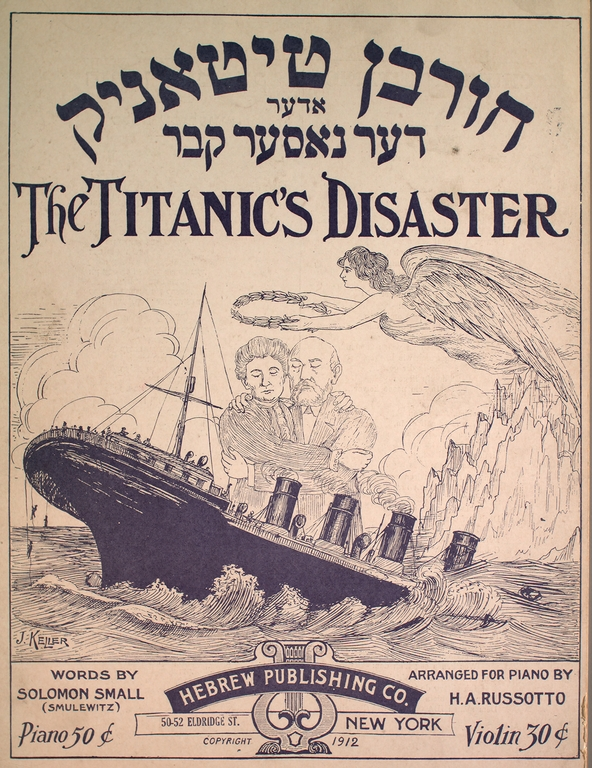
Соломон Шмулевич. Hurban Titanic [Катастрофа Титаника]. Нью-Йорк: Hebrew Publishing Co., 1912